# Sabacon suzukii
Espèce
Sabacon suzukii est une espèce d'opilions dyspnois de la famille des Sabaconidae.

## Distribution
Cette espèce est endémique du Yunnan en Chine. Elle se rencontre vers Lijiang, Dali et Pu'er.

## Description
Le mâle holotype mesure 3,16 mm et la femelle paratype 4,19 mm.

## Systématique et taxinomie
Cette espèce a été décrite par Zhao, Martens et Zhang en 2018.

## Étymologie
Cette espèce est nommée en l'honneur de Seisho Suzuki.

## Publication originale
- Zhao, Martens & Zhang, 2018 : « Two new species of Sabacon Simon, 1879 (Opiliones: Dyspnoi: Sabaconidae) from Yunnan Province, China. » Zootaxa, vol. 4379(2), p. 199–214.